# 鈴木宏彦
鈴木 宏彦（すずき ひろひこ、1956年1月26日 - ）は、日本の将棋・囲碁観戦記者で将棋ライター。

## 来歴・人物
愛知県岡崎市生まれ。1974年（昭和49年）、愛知県立岡崎高等学校卒業。早稲田大学第一文学部卒業。早稲田大学在学中より、石田和雄九段の指導を受け、1978年から1986年まで、日本将棋連盟の雑誌『将棋世界』の編集者をした後、フリーの観戦記者に。観戦記者としてのペンネームは青島たつひこ。他の筆名に立浪健一(タツナミケンイチ)、落合謙。「立浪」「落合」という筆名は、鈴木が愛知県出身ということもあり、中日ドラゴンズに関連している可能性がある。 
将棋ライターとしては、『週刊将棋』の「序盤初期の有力局面ごとの勝率分析」記事や連載「81桝物語」、『将棋世界』の連載「イメージと読みの将棋観」など、従来なかった、新鮮な内容の記事を続けて執筆している。
1995年（平成7年）、第7回将棋ペンクラブ大賞(観戦記部門）を受賞。1999年（平成11年）第11回将棋ペンクラブ大賞（著作部門)を受賞（「81桝物語」）。2007年、第19回将棋ペンクラブ大賞（技術部門)を受賞（藤井猛共著「現代に生きる大山振り飛車」）。2009年、第21回将棋ペンクラブ大賞（著作部門）を受賞（「イメージと読みの将棋観」）。将棋アマ五段。

## 著書
- プレイ・ザ・将棋―入門編 日本交通公社 1986 (Do‐life guide―ホームレジャー・シリーズ (401))
- やさしい入門将棋 西東社 1987 (入門シリーズ)
- 初めての人によくわかる将棋 西東社 1989
- やじ馬観戦日記 立浪健一著,週刊将棋編  毎日コミュニケーションズ 1992 (週刊将棋特選 好プレー・珍プレー集)
- 将棋ザ・ハプニング 鈴木宏彦著,週刊将棋編 毎日コミュニケーションズ 1993 (週刊将棋特選好プレー・珍プレー集 ; 2)
- 将棋入門 : 一手の奇襲 北辰堂 1993 (王将ブックス)
- 天使の助言悪魔のささやき : 将棋好プレー・珍プレー集 鈴木宏彦 著 毎日コミュニケーションズ 1998
- 81桝物語 : 盤上に輝く忘れられぬ局面 島朗監修　毎日コミュニケーションズ 1999
- 現代に生きる大山振り飛車 藤井猛共著 日本将棋連盟 2006
- イメージと読みの将棋観 鈴木宏彦著,羽生善治,谷川浩司,渡辺明,佐藤康光,森内俊之,藤井猛述 日本将棋連盟 2008
- イメージと読みの将棋観2 鈴木宏彦著,羽生善治,渡辺明,谷川浩司,佐藤康光,森内俊之,藤井猛述 日本将棋連盟 2010
- トップ棋士頭脳勝負 イメージと読みの将棋観3 （執筆担当：鈴木・名義なし）森内俊之,渡辺明,谷川浩司, 佐藤康光,久保利明,広瀬章人 (著)　マイナビ 2014
- 将棋好プレー珍プレー集 マイナビ 2014 (マイナビ将棋文庫)
  - 『やじ馬観戦日記』『将棋ザ・ハプニング』の合本。
- トップ棋士の感覚　イメージと読みの将棋観（執筆担当：鈴木・名義なし）渡辺明,郷田真隆,森内俊之, 久保利明, 広瀬章人, 豊島将之著　マイナビ 2015
- 将棋界の巨人 大山康晴忍の一手 (将棋連盟文庫)  将棋世界編集　（執筆：鈴木）　マイナビ 2016
- 将棋・名勝負の裏側　―棋士×棋士対談― 将棋世界編集（執筆：鈴木） マイナビ 2016
- 勝てる将棋の考え方　新・イメージと読みの将棋観（執筆担当：鈴木・名義なし）渡辺明、郷田真隆、森内俊之、加藤一二三、三浦弘行、鈴木大介、豊島将之、中村太地、永瀬拓矢著　マイナビ 2016
- スター棋士は盤上に何を思う イメージと読みの将棋観 （執筆担当：鈴木・名義なし） 藤井聡太, 郷田真隆, 屋敷伸之, 木村一基, 糸谷哲郎, 高見泰地, 増田康宏著　マイナビ 2020
- イメージと読みの将棋観ファイナル （執筆担当：鈴木・名義なし）藤井聡太, 郷田真隆, 屋敷伸之, 木村一基, 糸谷哲郎, 高見泰地, 増田康宏著 マイナビ 2021
- 藤井聡太の軌跡 ~400年に1人の天才はいかにして生まれたか~ マイナビ新書 2021/5/24
- 名人戦物語 実力制名人発足から藤井聡太名人誕生まで マイナビ出版 2023/12/21